# Szyłka (rzeka)
Szyłka (ros. Шилка) – rzeka w południowej Syberii, płynąca przez Kraj Zabajkalski w Rosji. Szyłka powstaje z połączenia rzek Onon i Ingoda. W miejscu, w którym rzeka łączy się z Argunem, na granicy chińsko-rosyjskiej, swój bieg rozpoczyna Amur. Rzeka jest spławna na całej długości.
Nazwa wywodzi się prawdopodobnie od mongolskiego rzeczownika sziło, oznaczającego szkło.
Wzmiankowana w piosence sybirackiej, uwiecznionej między innymi w powieści Mistrz i Małgorzata („Szyłka i Nerczyńsk niestraszne nam dziś…”).